# 천사일로일기
천사일로일기(天使一路日記)는 대구광역시 달서구 계명대학교 도서관에 있는 조선시대 명나라와 청나라의 사신을 맞아들이던 관원의 일기(遠接使日記) 가운데 하나이다. 2019년 1월 30일 대구광역시의 유형문화재 제85호로 지정되었다.

## 개요
『천사일로일기』는 현존하는 몇 안 되는 조선시대 명나라와 청나라의 사신을 맞아들이던 관원의 일기(遠接使日記) 가운데 하나로, 중국측 사행단이 1536년 2월 20일 압록강을 건너올 때부터 4월 8일 압록강을 건너갈 때까지 48일간의 기록이다. 지금까지 알려진 원접사일기 중 가장 오래된 것이며, 필사본 원형을 대체로 잘 유지하고 있다. 그리고 같은 사신 행차를 대상으로 한 중국 측 기록 『사조선록(使朝鮮錄)』과 사신 행차 기간 동안 양측이 주고받은 시를 기록한 『황화집(皇華集)』에 당시의 시 일부가 함께 남아 있어서 특정 사신 행차에 대한 종합적인 연구를 가능하게 해주는 장점이 있기도 하다. 따라서 조선전기 대명외교와 외교전례 및 관련 문화적 상황을 파악하는데 큰 가치가 있는 자료이다.

## 참고 문헌
- 천사일로일기 - 국가유산청 국가유산포털